# 저메인 듀프리

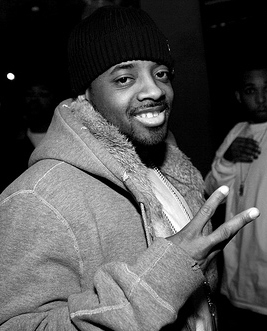
저메인 듀프리

저메인 듀프리(Jermaine Dupri, 1972년 9월 23일 ~ )은 미국의 프로듀서 겸 래퍼이다. 현재 So So Def Records와 'Island Urban Music', 'TAG Records'의 사장이며, 바우 와우의 스승이다.

## 생애
저메인이 음악에 흥미를 가지게 된 것은 다이애나 로스의 음악을 접하게 된 것이다. 그는 당시 아직 10살도 채 안 되었으나, 음악에 큰 재미를 느낀 그는 7살 때부터 음악을 작곡하고, 쓰기 시작했다. 후에 그는 여성 랩 트리오인 "실크 타이머즈"의 곡 작업을 통해 자신의 재능을 보이기 시작했고, 이어서 1991년에 틴 랩 듀오인 "크리스 크로즈"의 곡 "Jump"와 "It's Shame"을 프로듀싱하면서 멀티 플래티넘을 기록했다.
1993년 그는 본격적인 활동을 하기 위해 힙합 레이블인 소 소 데프 레코드를 설립한다. 그는 아틀란타에서 공연하던 R&B 그룹 제기드 엣지를 본 저메인은 바로 그의 회사로 영입시킨다. 그리고 같은 해 MTV에서 주최하는 "Yo MTV's Rap"이라는 페스티벌을 통해 시카고 출신 래퍼 '숀티 헤리스'와도 만나게 된다. 이어서 그는 전에 틴 랩 듀오 "크리스 크로즈"의 곡 작업을 하면서 만났던 래퍼 다 브렛과도 친분이 생겨 그녀 역시 영입, 1994년 첫 앨범인 《Funkdafied》로 빌보드차트 11위로 데뷔하는 성공을 터트린다. 저메인의 도움 아래 그녀는 첫 앨범이 무려 100만장 넘게 팔리는 판매고를 올렸고, 보이즈 투 멘, 머라이어 캐리, 베이비페이스, 루서 벤드로스같이 R&B 그룹들과의 작업도 성공적으로 해냈다.
덕분에 그는 1993년 콜롬비아 레코드와의 계약도 성사시켰으며, 소 소 데프 레코드 아래서 20개의 골드와 플래티넘 기록들을 세워나갔다. 1998년에는 데스티니 차일드의 데뷔 앨범을 작업했고, 또한 자신의 앨범 제작에도 힘써 앨범 《Life in 1472》를 발매했다. 앨범에는 머라이어 캐리, DMX, 나스, 어셔, 릴 킴, 크레이지 본, 스눕 독, 메이스 등의 탑 힙합&알엔비 가수들과 작업했다. 이 앨범은 랩/알엔비 차트에서 1위를 기록했다. 같은해 당시 10살이었던 릴 바우 와우라는 이름으로 한 소년래퍼를 데뷔시켜, 큰 주목을 받았다. 바우 와우의 데뷔 앨범인 《Beware Of Dog》는 무려 250만장의 판매고를 올렸으며, 소 소 데브 레코드의 간판 래퍼가 되었으나, 2003년 콜롬비아 레코드와 계약함으로써 떠나버리고 말았다.
현재까지도 머라이어 캐리, 어셔, 니요, 트위스타, 대즈 딜린저, Jay-z, 자넷 잭슨 등 수많은 톱 가수들과 작업했으며, 현재 본인의 5번째 앨범도 준비하고 있다.